# Ausztrália az 1998. évi téli olimpiai játékokon
Ausztrália a japán Naganóban megrendezett 1998. évi téli olimpiai játékok egyik részt vevő nemzete volt. Az országot az olimpián 8 sportágban 23 sportoló képviselte, akik összesen 1 érmet szereztek.

## Érmesek
| Érem  | Versenyző     | Sportág  | Versenyszám    |
| ----- | ------------- | -------- | -------------- |
| Bronz | Zali Steggall | Alpesisí | Női műlesiklás |

## Alpesisí
Női
| Versenyző     | Versenyszám | 1. futam | 1. futam | 2. futam | 2. futam | Összesítés | Összesítés |
| Versenyző     | Versenyszám | Idő      | Hely.    | Idő      | Hely.    | Idő        | Helyezés   |
| ------------- | ----------- | -------- | -------- | -------- | -------- | ---------- | ---------- |
| Zali Steggall | Műlesiklás  | 45,96    | 3.       | 46,71    | 4.       | 1:32,67    |            |

## Biatlon
Női
| Versenyző  | Versenyszám   | Lövőhiba    | Időeredmény | Helyezés |
| ---------- | ------------- | ----------- | ----------- | -------- |
| Kerryn Rim | 7,5 km sprint | 2 (1+1)     | 25:49,1     | 47.      |
| Kerryn Rim | 15 km egyéni  | 4 (0+3+0+1) | 1:01:38,1   | 43.      |

## Bob
| Versenyző                                           | Versenyszám | 1. futam | 1. futam | 2. futam | 2. futam | 3. futam | 3. futam | 4. futam | 4. futam | Összesítés | Összesítés |
| Versenyző                                           | Versenyszám | Idő      | Hely.    | Idő      | Hely.    | Idő      | Hely.    | Idő      | Hely.    | Idő        | Helyezés   |
| --------------------------------------------------- | ----------- | -------- | -------- | -------- | -------- | -------- | -------- | -------- | -------- | ---------- | ---------- |
| Jason Giobbi Adam Barclay                           | Kettes      | 55,56    | 24.      | 55,47    | 24.      | 55,26    | 22.      | 55,31    | 21.*     | 3:41,60    | 22.        |
| Jason Giobbi Scott Walker Ted Polglaze Adam Barclay | Négyes      | 54,72    | 23.      | 54,93    | 24.      | 55,23    | 24.      |          |          | 2:44,88    | 23.        |

* - egy másik csapattal azonos eredményt ért el

## Műkorcsolya
| Versenyző                     | Versenyszám  | Rövid program     | Rövid program | Rövid program | Kűr               | Kűr     | Kűr         | Összesítés         | Összesítés |
| Versenyző                     | Versenyszám  | Több. hely. száma | Hely.         | Hely. pont.   | Több. hely. száma | Hely.   | Hely. pont. | Helyezési pontszám | Helyezés   |
| ----------------------------- | ------------ | ----------------- | ------------- | ------------- | ----------------- | ------- | ----------- | ------------------ | ---------- |
| Anthony Liu                   | Férfi egyéni | 7×25+             | 25.           | 12,5          | kiesett           | kiesett | kiesett     | kiesett            | kiesett    |
| Joanne Carter                 | Női egyéni   | 5×11+             | 11.           | 5,5           | 6×13+             | 12.     | 12,0        | 17,5               | 12.        |
| Danielle McGrath Stephen Carr | Páros        | 7×15+             | 15.           | 7,5           | 6×13+             | 13.     | 13,0        | 20,5               | 13.        |

## Rövidpályás gyorskorcsolya
Férfi
| Versenyző                                                        | Versenyszám  | Előfutam | Előfutam | Negyeddöntő | Negyeddöntő | Elődöntő | Elődöntő | B döntő  | B döntő | Döntő   | Döntő   | Helyezés |
| Versenyző                                                        | Versenyszám  | Idő      | Hely.    | Idő         | Hely.       | Idő      | Hely.    | Idő      | Hely.   | Idő     | Hely.   | Helyezés |
| ---------------------------------------------------------------- | ------------ | -------- | -------- | ----------- | ----------- | -------- | -------- | -------- | ------- | ------- | ------- | -------- |
| Steven Bradbury                                                  | 500 m        | 43,766   | 3.       | kiesett     | kiesett     | kiesett  | kiesett  | kiesett  | kiesett | kiesett | kiesett | 19.      |
| Steven Bradbury                                                  | 1000 m       | 1:33,108 | 3.       | kiesett     | kiesett     | kiesett  | kiesett  | kiesett  | kiesett | kiesett | kiesett | 21.      |
| Steven Bradbury Richard Goerlitz Kieran Hansen Richard Nizielski | 5000 m váltó |          |          |             |             | 7:11,691 | 3.       | 7:15,907 | 4.      |         |         | 8.       |

Női
| Versenyző  | Versenyszám | Előfutam | Előfutam | Negyeddöntő | Negyeddöntő | Elődöntő | Elődöntő | B döntő | B döntő | Döntő   | Döntő   | Helyezés |
| Versenyző  | Versenyszám | Idő      | Hely.    | Idő         | Hely.       | Idő      | Hely.    | Idő     | Hely.   | Idő     | Hely.   | Helyezés |
| ---------- | ----------- | -------- | -------- | ----------- | ----------- | -------- | -------- | ------- | ------- | ------- | ------- | -------- |
| Janet Daly | 500 m       | 49,158   | 4.       | kiesett     | kiesett     | kiesett  | kiesett  | kiesett | kiesett | kiesett | kiesett | 27.      |
| Janet Daly | 1000 m      | 1:59,990 | 4.       | kiesett     | kiesett     | kiesett  | kiesett  | kiesett | kiesett | kiesett | kiesett | 29.      |

## Síakrobatika
Ugrás
| Versenyző        | Versenyszám | Selejtező     | Selejtező     | Döntő   | Döntő    |
| Versenyző        | Versenyszám | Pont          | Helyezés      | Pont    | Helyezés |
| ---------------- | ----------- | ------------- | ------------- | ------- | -------- |
| Jonathan Sweet   | Férfi       | nem ért célba | nem ért célba | kiesett | kiesett  |
| Jacqui Cooper    | Női         | 101,19        | 23.           | kiesett | kiesett  |
| Kirstie Marshall | Női         | 148,99        | 14.           | kiesett | kiesett  |

Mogul
| Versenyző    | Versenyszám | Selejtező | Selejtező | Döntő   | Döntő    |
| Versenyző    | Versenyszám | Pont      | Helyezés  | Pont    | Helyezés |
| ------------ | ----------- | --------- | --------- | ------- | -------- |
| Adrian Costa | Férfi       | 23,45     | 21.       | kiesett | kiesett  |
| Maria Despas | Női         | 18,94     | 23.       | kiesett | kiesett  |

## Sífutás
Férfi
| Versenyző  | Versenyszám         | Eredmény      | Helyezés      |
| ---------- | ------------------- | ------------- | ------------- |
| Andy Evans | 10 km               | 31:12,7       | 66.           |
| Andy Evans | 15 km üldözőverseny | 47:43,4       | 55.           |
| Andy Evans | 30 km               | 1:45:26,3     | 51.           |
| Andy Evans | 50 km               | 2:21:44,4     | 48.           |
| Paul Gray  | 10 km               | 34:45,1       | 88.           |
| Paul Gray  | 15 km üldözőverseny | nem ért célba | nem ért célba |
| Paul Gray  | 50 km               | 2:29:08,2     | 59.           |

## Snowboard
Giant slalom
| Versenyző     | Versenyszám | 1. futam | 1. futam | 2. futam | 2. futam | Összesítés | Összesítés |
| Versenyző     | Versenyszám | Idő      | Hely.    | Idő      | Hely.    | Idő        | Helyezés   |
| ------------- | ----------- | -------- | -------- | -------- | -------- | ---------- | ---------- |
| Zeke Steggall | Férfi       | 1:08,10  | 27.      | kizárták | kizárták | kiesett    | kiesett    |